# Bahnhof Bydgoszcz Główna

Bydgoszcz Główna (vor 1920 und 1939–1945 Bromberg Hauptbahnhof) ist der Hauptbahnhof der polnischen Stadt Bydgoszcz (Bromberg). Er ist einer der größten Bahnhöfe in Polen sowie der größte Bahnhof der Woiwodschaft Kujawien-Pommern. Nach der Klassifikation der polnischen Staatsbahn wird er in die höchste Bahnhofskategorie A eingestuft.
Der Bahnhof von Bydgoszcz wurde ursprünglich am 27. Juli 1851 mit der Eröffnung der preußischen Ostbahn aus Schneidemühl (Piła) in Betrieb genommen.

## Anlage des Bahnhofs

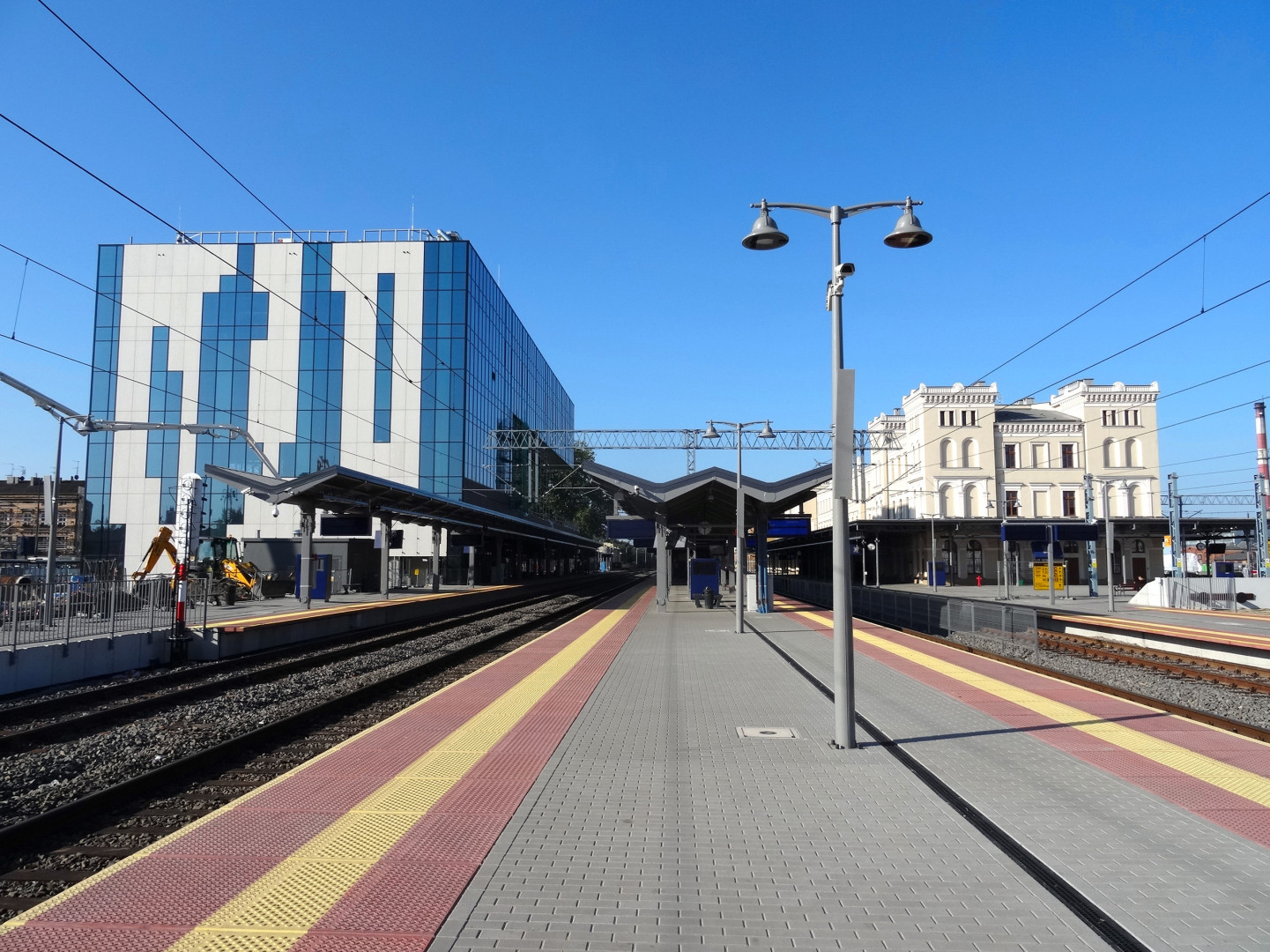
Die beiden Gebäude

Der Bahnhof liegt nordwestlich der Innenstadt von Bydgoszcz an der ulica Zygmunta Augusta 7 und ist vom Marktplatz ca. 2000 Meter entfernt. Die Gleise durchlaufen den Bahnhof auf dem Geländeniveau von Südwesten über zwei parallel liegende Brda-Brücken kommend nach Nordosten, wo eine Gabelung in zwei Linien erfolgt. Der Bahnhof stellt eine Mischform zwischen Durchgangs- und Kopfbahnhof dar und besteht aus einem südöstlich der Gleise gelegenen Empfangsgebäude mit Fahrkartenschalter und einem älteren länglichen dreigeschossigen Inselbahnhofsgebäude mit zwei Risaliten. Das stadtseitige Empfangsgebäude wurde bis 2015 neu gebaut, das andere renoviert.
Insgesamt verfügt der Bydgoszczer Hauptbahnhof derzeit über neun Gleise für Personenverkehr. Am stadtseitigen Empfangsgebäude befindet sich ein Hausbahnsteig, nordwestlich davon folgt ein Inselbahnsteig mit zwei Gleisen. Das einzeln stehende Gebäude des Bahnhofs ist durch zwei Hausbahnsteige umschlossen, darüber hinaus enden dort zwei Stumpfgleise für die von Nordosten ankommenden Züge und zwischen ihnen ein Abstellgleis. Ein weiteres Stumpfgleis wurde stillgelegt und abgetragen. Am weitesten nordwestlich liegt ein zweiter Inselbahnsteig mit zwei Gleisen. Sämtliche Bahnsteige sind überdacht und untereinander bzw. mit den Gebäuden durch eine Fußgängerunterführung verbunden.
Nordwestlich des Personenbahnhofs befinden sich ein prägnanter stillgelegter Wasserturm aus Backstein sowie vier historische Lokremisen. Ein Rotunden-förmiger Bau sowie ein Schuppen mit rechteckigem Grundriss sind schon seit langem stillgelegt, in zwei Ringschuppen herrscht jedoch immer noch Betrieb. In direkter Nachbarschaft befinden sich die Gebäude der Fahrzeugbaugesellschaft Pojazdy Szynowe Pesa Bydgoszcz, früherer Lokomotivenausbesserungswerk ZNTK Bydgoszcz.

## Eisenbahn- und Stadtverkehr
Im Bahnhof Bydgoszcz Główna halten mehrere Nahverkehrszüge der Gattungen osobowy (Regionalzug) und pospieszny (entspricht Schnellzug oder Eilzug, wird aber durch die Nahverkehrsgesellschaft Przewozy Regionalne bedient). Es gibt fünf Fernverkehrszughalte der Gattung TLK – Tanie Linie Kolejowe. Durch den Bahnhof führen nachfolgende Bahnstrecken:
- D18 Kutno – Piła Główna. Diese elektrifizierte Bahnlinie, Richtung Kutno (nach Osten) führend, verbindet Bydgoszcz mit Toruń und damit die beiden Hauptstädte der Woiwodschaft. Der Abschnitt zwischen Bydgoszcz und Piła ist die Ostbahnstrecke aus dem Jahr 1851.
- D131 Chorzów Batory – Tczew. Linie nach Chorzów ist Teil der Kohlen-Magistrale, die Strecke nach Tczew wurde am 6. August 1862 als eine Zweigstrecke der Ostbahn eröffnet
- D356 Poznań Wschód – Bydgoszcz Główna
- D745 Czyżkówko – Bydgoszcz Główna

Alle Gleise sind elektrifiziert.
Täglich nehmen ca. 27.000 Fahrgäste die Bushaltestellen am Bahnhofsvorplatz in Anspruch. Bis zum Januar 1990 wurden diese auch durch Straßenbahnen bedient, jedoch kam es wegen Explosionsgefahr der maroden unterirdischen Gasleitungen, die unter den Gleisen verliefen, zur Stilllegung der Linie. Ende September 2010 begannen jedoch die Bauarbeiten für die Wiederaufnahme der Straßenbahnlinie zum Bahnhof, jedoch mit leicht abgeänderter Linienführung. Für den Neubaustreckenabschnitt wurde eine Tragseilbrücke gebaut. Der Bahnhofsvorplatz wurde umgestaltet und modernisiert. Im weiteren Verlauf wird die Tram zu einer neuen Wendeschleife circa 800 m entfernt vom Bahnhof geführt. Die Streckeneröffnung war zunächst im September 2012 geplant, fand schließlich aufgrund einer Bauverzögerung im Dezember 2012 statt.